# Lyckeby GoIF
Lyckeby GoIF (Gymnastik- och Idrottsförening) är en idrottsklubb i Lyckeby som bildades 5 februari 1925. Det var ett 40-tal idrottsintresserade ungdomar som ville att klubben skulle engagera ungdomar i sporter som bland annat tennis, simning, vintersport, brottning och fotboll.

## Fotboll
Fotbollssektionen är Lyckeby GoIF:s största sektion idag och har varit det ända från startandet av klubben. Klubbstugan ligger sedan 1995 på Lyckåvallen-området beläget vid Lyckebyån i Lyckeby. Klubbens färger är grönt och vitt och matchdressen består av en grön tröja, vita shorts och gröna strumpor. År 2012 sammanslogs föreningen med Karlskrona AIF som FK Karlskrona.

### Lyckåvallen
Lyckåvallen är en fotbollsanläggning belägen i Lyckeby, intill Lyckebyån. Lyckåvallen består av 4 fotbollsplaner, 6 omklädningsrum, klubblokal, kiosken/caféet Stolpe Inn och diverse boll- och materialbodar. 

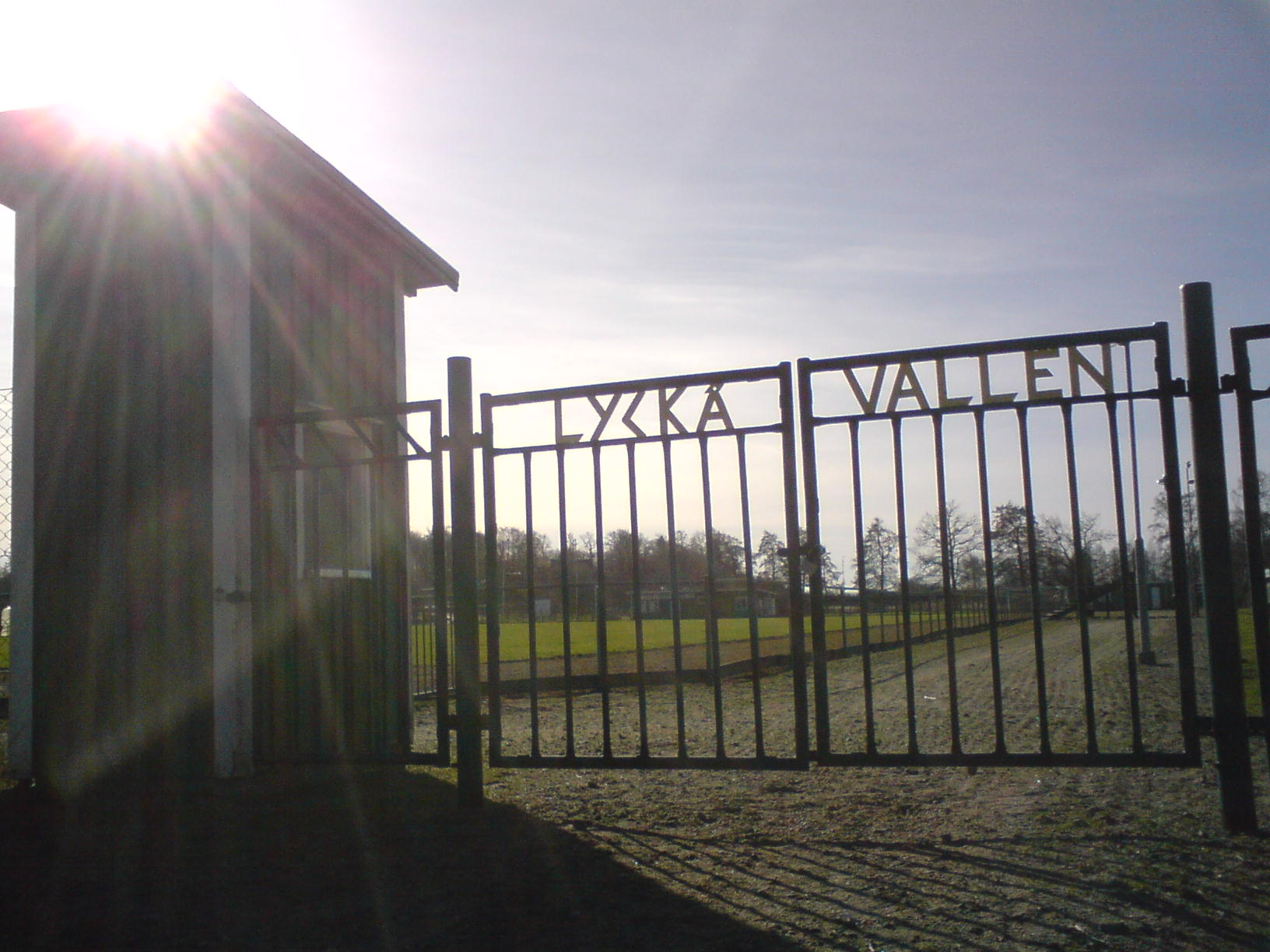
Lyckåvallens huvudentré

#### Fotbollsplaner
- A-planen är Lyckåvallens största gräsplan. Det är planen som de flesta 11-mannamatcherna spelas på. Runt A-planen löper rödgrusade löparbanor. I anslutning till A-planen finns också avbytarbås.
- B-planen är Lyckåvallens andra 11-mannaplan med gräs efter A-planen. På B-planen spelas också 9- och 7-mannamatcher.
- Koängen är en instängslad 7-mannaplan med gräs.
- Grusplanen är den enda planen som används till fotbollsspel på vintern. I anslutning till grusplanen finns boulebanor.

### Seniorlaget
Lyckebys A-lag spelade säsongen 2007 i division 4. Efter en bra placering gick de sedan vidare till kval upp till division tre där det inte gick så bra. År 2008 spelade Lyckeby GoIF till sig en första plats i division 4 Blekinge ett par omgångar innan serien var klar och gick därmed upp till division 3.
Idrottsliga framgångar
Lyckeby GoIF hade sina bästa idrottsliga år under 1980-talet då A-laget spelade i dåvarande div. 3. Det mest anmärkningsvärda var att klubbens J-lag under 2 år i rad lyckades ta sig vidare i J-SM. Halmstad BK och Malmö FF blev för svåra, men klubbens juniorlag tillhörde under två år Sveriges 16 bästa juniorlag. Det var också dessa juniorer som bildade stommen i div 3. Framstående spelare i denna årskull var Per Rydell, Patrik Collin, Jan Hagstöm och Stefan Johansson.

### Fotnoter
1. ↑  ”Om samgåendet: "Det är ren och skär chock"”. Sveriges radio. 8 februari 2012. http://sverigesradio.se/sida/artikel.aspx?programid=105&artikel=4952613. Läst 5 januari 2017.